# Frans Kellendonk
Franciscus Gerardus Petrus (Frans) Kellendonk (Nijmegen, 7 janvier 1951 - Amsterdam, 15 février 1990) est un écrivain et traducteur néerlandais, spécialiste des études anglophones.
Ayant commencé à écrire dès son enfance, il se spécialise en langue et civilisation anglophones lors de ses études universitaires. Grand admirateur de Bob Dylan, il fait de nombreuses références à son idole dans les chansons qu’il compose alors, commençant déjà à traduire divers auteurs anglophones, exercice qu’il considére comme une excellente préparation au métier d’écrivain. Il commence sa carrière en 1977 avec le recueil de contes Bouwaal qui lui vaudra le prix Anton Wachter.
Tout en traduisant et écrivant, il travaille comme critique littéraire pour quelques journaux. Les trois œuvres qui consacreront son talent sont De nietsnut (1979), Letter en geest (1982) et Mystiek lichaam (1986), lesquels, sans former à proprement parler une trilogie, découlent l’un de l’autre. Il y raconte l’histoire de sa génération, une génération qui abandonne progressivement les traditions séculaires que les précédentes ont conservées au cours des décennies. Cet abandon ne conduit toutefois pas à une société plus fraternelle : au contraire, il laisse les individus sans force pour bâtir une nouvelle «communauté», chaque individu ayant sa propre conception de la réalité et demeurant incapable de  la faire partager.

## Biographie
Frans Kellendonk naquit le 7 janvier 1951 dans une famille catholique de Nimègue dont le père était entrepreneur. Il était l’ainé de quatre enfants et aura trois sœurs, Anne-Marie (1952) et les jumelles Rinie et Els (1954). Dès l’âge de neuf ans il commença à écrire les textes et à dessiner les images de bandes dessinées. Mais c’est au cours de ses études secondaires au collège Saint-Dominique de Nimègue, qu’influencé par la philosophie et la littérature classiques, il décida de devenir écrivain. Il rédigea, sous le pseudonyme Kelly de courts contes qui furent publiés dans le journal étudiant dont il était rédacteur. Il poursuivit ses études en langue et civilisation anglaises à l’Université catholique de Nimègue pendant les années de contestation étudiante où il prit part aux actions menées par le Socialisties Onderwijs Front (Front pour une éducation socialiste). Il fit un stage à Birmingham 1973-1974) et termina ses études avec une thèse de doctorat en 1978 sur la maison d’édition John & Richard Marriott XVIIe siècle, surtout connue pour la publication du poète John Donne (1572-1631),.
Durant ces années d’études, Kellendonk commença à faire de la traduction, débutant par les chansons de son idole, Bob Dylan. Reprenant le pseudonyme de Kelly, il fit partie d’un trio dans lequel il écrivit ses propres chansons où se reconnait l’influence de Dylan. Ainsi le titre de la chanson «Tijdelijk als Odyssus» (Provisoirement comme Odyssée) reprend, selon son biographe Jaap Goedegebuure, celle de Dylan, «Provisoirement comme Achille» . La chanson intitulée «Droom» (le rêve), originellement «Kelly’s droom» reprend «le rêve de Bob Dylan» que l’on trouve dans «The freewheelin’ Bob Dylan». Parvenu à l’âge adulte, alors que ses gouts musicaux avaient changé, Kellondonk continuera à admirer Dylan.
Installé à Amsterdam en 1975, il commença sa carrière d’écrivain en 1977 avec le recueil de contes Bouwaal qui lui valut le prix Anton Wachter, récompensant les débuts d’un jeune écrivain prometteur. L’année suivante il devint critique littéraire pour le Vrij Nederland et l’année suivante pour le journal littéraire De Revisor. En 1979 il travailla comme bibliothécaire à l’université de Leyde. La même année devait paraitre son deuxième ouvrage De nietsnut. De 1979 à 1981, il enseignera la littérature américaine à l’Université d’Amsterdam, période qui sera suivie par un stage d’écrivain en résidence à l’Université du Minnesota à Minneapolis où il rédigera son troisième livre, Letter en geest (La lettre et l’esprit) (1982), fruit de son expérience à Leyde. En 1982, il travaillera au NRC Handelsblad et en 1983 paraitra son quatrième livre, un recueil de contes intitulé Namen en gezichten (Noms et visages). Les années suivantes seront consacrées à l’enseignement, pendant quelques mois à Berlin, puis à l’Université d’Amsterdam. À partir de 1986, année où paraitra son ouvrage le mieux connu, Mystiek lichaam (Corps mystique), il délaissera l’enseignement pour se consacrer exclusivement à l’écriture. Outre pour son œuvre littéraire, Kellondonk sera aussi connu pour ses traductions de l’anglais comme les romans Een sentimentele reis door Frankrijk en Italië de Laurence Sternes et De moeilijke jaren de Henry James. Atteint du SIDA, Frans Kellondonk devait s’éteindre le 15 février 1990 à Amsterdam.
Peu de temps après sa mort, la revue De Revisor annonçait la création de la « Stichting Frans Kellendonk Fonds » (Fondation Frans Kellendonk), consacrée à perpétuer la mémoire de son nom. Celle-ci s’accompagnait d’un prix Frans Kellendonk attribué depuis 1993 chaque trois ans à un auteur âgé de moins de 40 ans qui traite de façon originale et indépendante de thèmes existentiels ou de société.

## Thématique
Les trois œuvres qui explicitent la thématique développée par l’écrivain sont De nietsnut (1979), Letter en geest (1982) et Mystiek lichaam (1986), chaque roman découlant en quelque sorte du précédent. Le premier, De nietsnut (1979) est divisé en trois parties. Dans la première, le personnage principal, Frits Goudvis (littéralement : Poisson rouge), quelque deux semaines après la mort de son père se pose deux questions : quelle était l’identité véritable de cet homme (et par conséquent, sa propre identité) et comment celui-ci est-il mort ? meurtre ou suicide déguisé ? Dans la deuxième partie, au moyen de retours en arrière Frits en apprend un peu plus sur les relations de son père et de sa mère ainsi que sur ses relations avec les gens avec qui il travaillait. Dans la troisième, le propriétaire de l’hôtel où est mort son père lui apprend que ce dernier est décédé étranglé par une serviette mouillée. Était-ce vraiment un meurtre ? Frits demeure convaincu qu’il s’agissait bien en fait d’un suicide déguisé. Il décide toutefois de tirer un trait sur le passé et de prendre sa place dans la société. Le roman constitue une «allégorie», celle de la recherche de l’identité de Frits et de son père développée à travers les notions de «résurrection» et de «libération», de «société» entendue au sens presque religieux de «communauté» ou de «confrérie», ainsi que de «l’imagination  et de la vraisemblance», du «rêve et de la réalité».
Paru en 1982, Letter en geest. Een spookverhaal (littéralement : La lettre et l’esprit; une histoire de fantôme), constitue la suite logique du précédent et examine le «vivre en société». Felix Mandaat (littéralement : le Mandataire), ayant presque atteint la trentaine, décide de changer le cours de sa vie solitaire pour «vivre en société». Il postule le poste de bibliothécaire d’une petite université dans un coin reculé du pays. Dans cette bibliothèque s’accumulent pêle-mêle des milliers de livres dont, lui dit le directeur Van Huffel, un ancien prêtre, personne ne peut garantir la véracité du contenu. Alors qu’il se met à explorer cet antre, Mandaat sent une présence qui se révèle à lui comme « la figure du Christ sur le voile de Véronique ». Il tente de s’intégrer dans la compagnie des autres bibliothécaires, mais ne réussit qu’à provoquer en lui-même une sourde haine à leur endroit. Après trois mois, il abandonne et quitte la bibliothèque pour reprendre «son chemin de croix». Dans le train qui l’emporte, il constate avec nostalgie que cette recherche de solidarité n’était dans son imagination qu’une tentative de réaliser ce «corps mystique» (mystiek lichaam) auquel il aspire.
Dans son roman le plus célèbre Mystiek lichaam (Corps nystique - 1986), Kellendonk qui se sait déjà atteint du SIDA décrit la vie de la famille Gijselhart dont le père n’est attiré que par l’appât du gain. Sa fille Magda (Prul) trouve sa voie dans une maternité bâclée alors que son fils Leendert (Broer) se détruit, victime de sa beauté physique et de son homosexualité. La replaçant dans son contexte historique, Kellendonk décrit la désintégration de cette famille en même temps que de la société dans laquelle elle vit. La beauté qui tourne le dos à l’avenir conduit à la mort. Cette fable, écrite sur le ton du sarcasme et de l’hilarité, fut diversement accueillie par la critique. Dans le Volkskrant, Aad Nuis l’accusera d’antisémitisme  alors que les milieux homosexuels lui reprocheront une conception de l’homosexualité décrit comme «un genre de vie stérile». Kellendonk se défendra en disant qu’un auteur ne peut être tenu responsable des attitudes mentales des personnages de ses romans. Ceci n’empêcha pas l’ouvrage de recevoir le prestigieux Prix Ferdinand Bordewijk en 1987 et d’être mis en nomination pour le prix littéraire AKO la même année.
À travers presque tous ses contes Kellendonk décrit l’histoire de sa génération qui constate comment, petit à petit, les traditions séculaires ont perdu leur influence et sont sur le point de disparaitre. La perte de ces traditions laisse les individus isolés, incapables de former de véritables communautés dans lesquelles ils seraient solidaires et se doteraient d’objectifs collectifs. Kellendonk aspire dans ses romans à une sorte de religion, à une foi qui « relierait » (sens latin de religion/religare) les hommes entre eux. Car, comme le disait le directeur Van Huffel, personne ne peut garantir la véracité de ce qui est contenu dans les livres. Il en résulte un grand doute sur la possibilité pour l’homme de dépeindre correctement la réalité, trahi par la langue dont il use pour s’exprimer. Chacun se fait ainsi sa propre version de la réalité, convaincu que celle-ci peut exister au-delà de la pauvreté des mots.

## Œuvre

### Premiers essais
- 1963 - conte publié dans le journal De Gelderlander.
- 1969 - Het reuzenrad. Vijf gezelligen episoden (recueil de contes)

### Contes, nouvelles et romans
- 1977 - Bouwval (recueil de contes)
- 1979 - De nietsnut. Een vertelling (nouvelle)
- 1982 - Letter en geest. Een spookverhaal (roman)
- 1983 - Namen en gezichten (contes)
- 1984 - Aantekeningen uit de nieuwe wereld (journal de voyage, tiré à 50 ex.)
- 1985 - Het werk van de achtste dag. Over de verhalen van F. Bordewijk (essai)
- 1985 - Hier schiet elk woord wortel. Amerikaanse reisbrief aan Ernst Braches (journal de voyage)
- 1986 - Mystiek lichaam. Een geschiedenis (roman)
- 1986 - Muren (conte)
- 1987 - De veren van de zwaan (essais)
- 1988 - Geschilderd eten (Over Vondels Altaergeheimnissen; essai)
- 1989 - De halve wereld (reportages)
- 1992 - Het complete werk (oeuvres complètes)
- 2010 - "Je eigen gezicht is het enige gezicht dat je zelf nooit zult zien." Uit de dagboeken van Frans Kellendonk, in: De Revisor. Jaarboek voor nieuwe literatuur 1 (2010), p. 7-23
- 2016 - Het onstoffelijke boek
- 2017 - Uw horoscoop
- 2018 - Homoseksualiteit

### Traductions
- Richard Price, Vetkuiven (1975)
- John Fowles, De ebbehouten toren (1976)
- Rudyard Kipling, Het olifantsjong (1976)
- Gayl Jones, De vrouwen van Corregidora (1976)
- Brodsky, Less than one (met Kees Verheul) (1977)
- Robert David MacDonald, Chinchilla: ... figuren in een klassiek landschap met ruïnes ... (1980)
- Henry James, De moeilijke jaren (1981)
- Laurence Sterne, Een sentimentele reis door Frankrijk en Italië (1982)
- Thomas de Quincey, De Engelse postwagen gevolgd door Over moord beschouwd als een der schone kunsten (1983)
- Henry James, Transatlantische vertellingen (1983)
- Wyndham Lewis, Cantleman en ander vroeg proza (1984)
- John Fowles, De ebbehouten toren (1985)
- Hier schiet elk woord wortel: Amerikaanse reisbrief aan Ernst Braches (bibliofiel, 12 ex.) (1985)
- Wyndham Lewis, Tarr (1986)
- Joseph Brodsky, Tussen iemand en niemand (met Kees Verheul) (1986)
- Emily Brontë, Woeste hoogten (1989)
- In anderhalve kamer: drie autobiografische novellen (met Kees Verheul) (1993)
- Ernst Braches, Uit de stilte (bibliofiel, 225 ex.) (2002)

### Correspondance
- 2015 - De brieven

### Prix
- 1977 - Prix Anton Wachter.
- 1987 - Prix Ferdinand Bordewijk pour Mystiek lichaam
- 1987 - (en nomination) Prix AKO pour Mystiek lichaam

### Ouvrages traduits en français
- Corps mystique: une histoire (Traduction de 'Mystiek lichaam' par Patrick Grilli) (1993)  (ISBN 978-2-070-72857-2).
- Le bon à rien (Traduction de 'De nietsnut' par Bertrand Abraham) (2002)  (ISBN 978-2-907-91383-6).